# Petkovce
Petkovce (in ungherese Petkes) è un comune della Slovacchia facente parte del distretto di Vranov nad Topľou, nella regione di Prešov.